# Zasadnicza służba wojskowa (Polska)

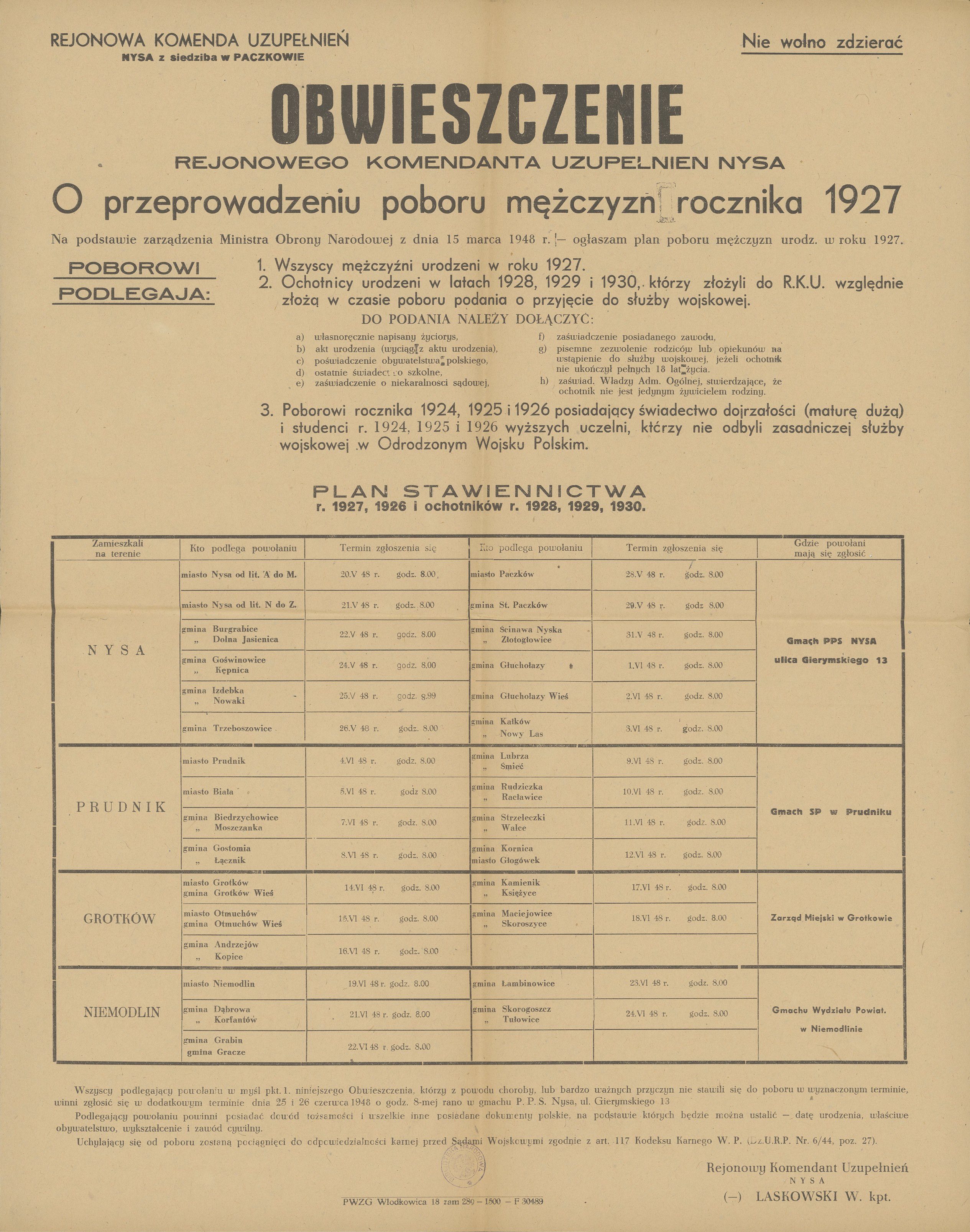
Obwieszczenie o poborze mężczyzn rocznika 1927 w powiatach Nysa, Prudnik, Grodków, Niemodlin

Zasadnicza służba wojskowa – forma odbywania czynnej służby wojskowej w Polsce, polegająca na obowiązkowym przeszkoleniu wojskowym. Ćwiczenia wojskowe miały na celu przygotowanie rezerw osobowych (żołnierzy przeszkolonych do zadań obronnych) na wypadek wojny. Szkolenia składały się m.in. z obsługi broni, wykorzystania sprzętu wojskowego. Została prawnie zawieszona 1 stycznia 2010 w celu uzawodowienia armii.

## Odbywanie służby
Osoby z kategorią zdrowia A (zdolny do służby wojskowej) lub C (zdolny do służby wojskowej na określonych stanowiskach), ustaloną przez wojskową komisję lekarską, powoływano do odbycia zasadniczej służby wojskowej  na okres dwóch lat (wojska lądowe, Wojska Obrony Powietrznej Kraju, lotnictwo) albo trzech lat (marynarka wojenna). W 1990 r. zasadniczą służbę skrócono z 2 lat do 1,5 roku.
Służbę zasadniczą odbywało się w zasadzie w jednym nieprzerwanym okresie. Można ją było odbywać także nadterminowo przez okres od 1 do 7 lat na podstawie dobrowolnego zgłoszenia. Od 2004 roku zasadniczą służbę wojskową pełniło się przez 11 miesięcy.

## Ochotnicza służba wojskowa
Do zasadniczej służby wojskowej należy zgłosić się ochotniczo, w innym przypadku osoba podlegająca obowiązkowi stawiennictwa do kwalifikacji wojskowej zostaje przeniesiona do rezerwy. W celu odbycia służby wojskowej w tym trybie trzeba mieć ukończone 18 lat oraz kategorię zdrowia „A”, która oznacza zdolność do służby wojskowej.
Ochotnicy podlegają powołaniu do służby w terminie uzgodnionym z szefem wojskowego centrum rekrutacji. Mają oni prawo wyboru miejsca pełnienia służby i rodzaju wojska, jeżeli tylko spełniają warunki wymagane do odbywania służby w wybranej przez siebie jednostce wojskowej.

## Zawieszenie poboru
Ostatni pobór do wojska odbył się w roku 2008, a ostatnie wcielenie do wojska w ramach tego poboru od 2 do 4 grudnia 2008. Później poborów nie było, ponieważ 9 stycznia 2009 r. Sejm dokonał nowelizacji odpowiedniej ustawy (obowiązuje od 11 lutego 2009 r.). Zwolnienie z zasadniczej służby wojskowej ostatnich poborowych odbyło się w sierpniu 2009 r.